# The Flight of Sleipnir
The Flight of Sleipnir ist eine US-amerikanische Epic-Doom-Band aus Arvada, Colorado, die im Jahr 2007 gegründet wurde.

## Geschichte
Die Band wurde im Winter 2007 von David Csicsely und Clayton Cushman gegründet. Der Name bezieht sich auf Sleipnir, das Pferd des Odin. Im Jahr 2008 folgte ein erstes Demo unter dem Namen Wisdom Calls for Sacrifice. Nach der Veröffentlichung folgte das erste Konzert der Band zur Wintersonnenwende. Seitdem wird zu diesem Termin jährlich ein Konzert abgehalten. Danach begann die Band mit den Arbeiten zum Debütalbum, das 2009 unter dem Namen Algiz + Berkanan bei No Colours Records erschien. Ein weiteres Album folgte im Jahr 2010 unter dem Namen Lore. Danach erschienen über Eyes Like Snow die Alben Essence of Nine (2011) und Saga. Daraufhin erfolgte ein Wechsel zu Napalm Records, worüber 2014 V. erschien.

## Stil
Nadine Fiebig schrieb in Blast! Das Nuclear Blast-Magazin über V., dass es hierauf „progressive Arrangements, rustikales Doom-Riffing und ätherische, angeschwärzte Melodien“ gibt. Melanie Aschenbrenner vom Metal Hammer gab in ihrer Rezension zu Saga an, dass die Band sich vor allem am Anfang stark an Agalloch orientiert hat. Mit der Zeit sei die Band jedoch „sukzessive leiser, filigraner und akustischer, aber auch ein ganzes Stück abweisender geworden“. Die Musik sei nun kein reiner Doom Metal, sondern werde durch Stoner Rock, Folk Metal und Progressive Metal angereichert.

## Diskografie
- 2008: Wisdom Calls for Sacrifice (Demo, CD, Eigenvertrieb)
- 2009: Algiz + Berkanan (Album, CD, No Colours Records; LP, Eyes Like Snow)
- 2009: Winter Solstice II (EP, CD, Eigenvertrieb)
- 2010: Lore (Album, CD, No Colours Records; LP, Eyes Like Snow; MC, Ale Wülf Tapes)
- 2011: Essence of Nine (Album, CD/LP, Eyes Like Snow)
- 2011: Apostle of Solitude / Rituals of the Oak / The Flight of Sleipnir mit Apostle of Solitude und Rituals of the Oak (Split-Album, CD. Eyes Like Snow)
- 2012: Ascension (Kompilation, CD, Eyes Like Snow)
- 2013: Saga (Album, CD/2xLP, Eyes Like Snow)
- 2014: V. (Album, CD/2xLP, Napalm Records)
- 2017: Skadi (Album, CD/CD+LP/LP, Eisenwald Tonschmiede)
- 2021: Eventide (Album, CD/CD+LP/LP, Eisenwald Tonschmiede)
- 2024: Nature’s Cadence (Album, CD/CD+LP/LP, Eisenwald Tonschmiede)

Beiträge auf Kompilationen (Auswahl)
- 2009: Algiz auf Iut De Asken Compilation 2009 (CD, Iut De Asken)

## Musikvideos
- 2014: Beacon In Black Horizon (Regie/Produktion: Brandon Losey)
- 2015: Nothing Stands Obscured (Regie/Produktion: Alex Khunprachansri)